# Europese weg 501
De Europese weg 501 of E501 is een Europese weg die uitsluitend door Frankrijk loopt.
De weg begint bij Le Mans, eindigt in Angers en volgt een deel van de Franse A11.